# Ingeborg Björklund
Ingeborg Fredrika Bexell, känd under flicknamnet Ingeborg Björklund, född 18 september 1897 i Göteborgs Gustavi församling, död 2 april 1974 i Sollentuna församling, var en svensk författare och journalist. Signaturer: I. B—d, Ib, Ibe med flera.

## Biografi
Föräldrar var civilingenjören Wilhelm Björklund och Emma Häggberg. Hon genomgick högre flickläroverket i Helsingborg och högre lärarinneseminariet vid Kjellbergska flickskolan i Göteborg, där hon 1924 avlade ämneslärarinneexamen. Hon studerade konst- och litteraturhistoria vid Lunds universitet 1919–1920 samt var student vid Stockholms högskola 1954–1960. Åren 1951–1952 var hon ämneslärare vid Norrmalms kommunala flickskola och 1952–1953 hade hon samma tjänst vid Enskede högre allmänna läroverk i Stockholm. År 1960 blev hon forskningsassistent vid nationalekonomiska institutionen vid Stockholms universitet.
Björklund hade anställningar som guvernant innan hon började medarbeta i bland annat Lunds Dagblad, Tidevarvet och Idun. Hon ingick sedan 1927 i redaktionen för Folkets Dagblad Politiken. 
Björklund skrev kärlekslyrik och romaner med kvinnopolitiskt och socialt innehåll. Hon gav även ut debattböcker, bland andra Hur blir kvinnorna lyckligare? (1932) och senare historiska texter. Hon debuterade med En kvinna på väg 1926 och väckte uppseende med den erotiskt öppenhjärtiga trilogin om en kvinnas utveckling i Våren (1930), Månen över Lund (1931)  och Han som sjöng (1935). 
Ingeborg Björklund medverkade i Mänsklighet, en konsttidskrift mot nazismen med Albin Amelin som redaktör, utgiven på Clartés förlag 1934.
Ingeborg Björklund var gift första gången 1922–1926 med bibliotekarien Ernst Samuelsson, andra gången 1926–1931 med författaren Arnold Ljungdal och tredje gången 1935–1938 med läkaren Erik Bexell. Hon blev mor till läkaren Bertil Björklund 1921 och journalisten Vilhelm Bexell 1936.

### Skönlitteratur
- En kvinna på väg : roman i tre delar. Stockholm: Wahlström & Widstrand. 1926. Libris 1323664
- Den spända strängen : dikter. Stockholm: Bonnier. 1927. Libris 1323663
- Ropet efter lycka : dikt och dramatik. Stockholm: Bonnier. 1928. Libris 1323665
- Växt : en trilogi. Stockholm. 1930-. Libris 1568093
  -  Våren : roman. 1930. Libris 2506357
  -  Månen över Lund : roman. 1931. Libris 1351931
  -  Han som sjöng : roman. 1935. Libris 2565637
- Kärleksdikt : en symfoni. Stockholm: Bonnier. 1932. Libris 1351930
- Äktenskapsidyller : fyra små romaner. Stockholm: Bonnier. 1932. Libris 1351933
- Famn : dikter. Stockholm: Bonnier. 1934. Libris 1351928
- Kamratäktenskap : sketch i tre scener. Amatörteatern, 99-0740728-3 ; 111. Falun: Lindarna. 1934. Libris 1350819
- Den blå lyktan : roman. Stockholm: Bonnier. 1936. Libris 1361738
- Féen med guldflöjten och andra sagor för barn / teckningar av Ivar Lindberg. Bonniers barnbibliotek, 99-0129170-4 ; 45. Stockholm. 1938. Libris 1361992
- Hemligt budskap : dikter. Stockholm: Bonnier. 1938. Libris 1361739
- Den vilda dansen : roman. Stockholm: Bonnier. 1940. Libris 1361740
- Sankt Göran och prinsessan. Stockholm: Steinsvik. 1944. Libris 1389454
- Erotikon : valda dikter. Stockholm: Steinsvik. 1945. Libris 1389451
- Christina Gyllenstierna. Stockholm: Medén. 1947. Libris 1389450
- Adrienne : roman. Uppsala: Spegeln. 1950. Libris 1389448
- Örfilen i Kungahälla : roman. Stockholm: Fritze. 1950. Libris 1389455
- Augusta : en tidsbild från 1800-talets Västervik. Västervik: AB C.O. Ekblad & co. 1960. Libris 1251104
- Nyköpings gästabud skildrat av en som var med : [liten roman]. Kung Magnus Eriksson, hans storhet, fall och upprättelse  : historiska skeenden i sex delar / Ingeborg Björklund ; 1. Bromma: Förenade författare. 1964. Libris 1251287
- Belägringen : historisk roman. Kung Magnus Eriksson, hans storhet, fall och upprättelse  : historiska skeenden i sex delar / Ingeborg Björklund ; 2. Bromma: Förenade författare. 1968. Libris 1250847
- Knut Porse och hertiginnan på Bohus : [historisk roman från 1300-talet]. Kung Magnus Eriksson, hans storhet, fall och upprättelse  : historiska skeenden i sex delar / Ingeborg Björklund ; 3. Sollentuna: Förenade författare. 1972. Libris 1250867

### Varia
- Hur blir kvinnorna lyckligare?. Stockholm: Sveriges kommunistiska parti. 1932. Libris 1351929
- Sverges framtid - nationalsocialism eller socialistisk samling?. Stockholm: Partiförl. 1934. Libris 1351932
- ”Tjugo steg - och några till”. Mitt möte med boken : tjugo svenska författare berätta om sig själva och om böcker / redigerad av Ivar Öhman. Stockholm: Folket i Bild. 1943. Libris 8198676
- Svensk grammatik. Bromma: Förenade författare. 1966. Libris 615577
- Folkens käraste böcker : kort religionshistoria. Bromma: Förenade författare. 1967. Libris 788600

### Översättning
- Lhotzky, Heinrich (1970). Ur Heinrich Lhotzky:s tankevärld. Bromma: Förenade författare. Libris 1565964 - Översättning från tyska.